# Confederación de Asociaciones Rurales de Buenos Aires y La Pampa
La Confederación de Asociaciones Rurales de Buenos Aires y La Pampa conocida habitualmente por la sigla CARBAP es una organización de productores y propietarios rurales de la Argentina fundada en 1932. CARBAP es una organización confederal que reúne a 114 asociaciones, en las que se encuentran reunídos 34.000 productores de las provincias de Buenos Aires y La Pampa. Se encuentra a su vez afiliada y es la principal organización de Confederaciones Rurales Argentinas (CRA), que junto con la Sociedad Rural Argentina, CONINAGRO y la Federación Agraria Argentina, representa al sector patronal rural, ante los sindicatos y el gobierno.

## Institucional
CARBAP está dirigida por un Consejo Directivo que establece las líneas directivas a seguir. El órgano ejecutivo es la Mesa Ejecutiva y Administrativa, integrada por nueve personas, entre ellas el presidente.
Adicionalmente la asociación tiene "comisiones internas" por sectores y temas (apicultura, avicultura, lechería, seguridad, etc.) y consejos consultivos regionales.